# Kaszana
Kaszana (bułg. Кашана) – schronisko turystyczne w Starej Płaninie w Bułgarii. 

## Opis i położenie
Znajduje się na przełęczy Kaszana - najwyższym punkcie Przełęczy Złatiszkiej (Złatiszki prochod). Jest to kompleks jednego murowanego budynku i trzech chat o ogólnej pojemności 44 miejsc. Główny budynek to dwupiętrowa budowla o pojemności 16 miejsc ze wspólnymi wewnętrznymi węzłami sanitarnymi i łazienką. Budynek ma dostęp do wody bieżącej, prądu, a ogrzewany jest piecami. Dysponuje bufetem. Chatki są murowane o całkowitej pojemności 28 miejsc z zewnętrznymi węzłami sanitarnymi i umywalniami. Są zelektryfikowane i ogrzewane piecami. Do schroniska dociera się szosą asfaltową.
Sąsiednie obiekty turystyczne:
- schronisko Murgana - 1 godz.
- schronisko Strażata - 3 godz.
- schronisko Swisztipłaz - 3,30 godz.

Szlaki są znakowane.
Punkty wyjściowe:
- Etropole - 18 km
- Złatica - 15 km

Droga jest asfaltowana.